# Maia Salinas
Maia Noe Salinas – argentyńska zapaśniczka walcząca w stylu wolnym. Brązowa medalistka mistrzostw Ameryki Południowej w 2011 i 2015 i szósta w 2013 roku.